# روفو امیلیانو ورگا
روفو امیلیانو ورگا (انگلیسی: Rufo Emiliano Verga؛ زادهٔ ۲۱ دسامبر ۱۹۶۹) بازیکن فوتبال اهل ایتالیا است.
از باشگاه‌هایی که در آن بازی کرده‌است می‌توان به باشگاه فوتبال فیورنتینا، باشگاه ورزشی لاتزیو، باشگاه فوتبال پارما، باشگاه فوتبال لچه، باشگاه فوتبال بولونیا، باشگاه فوتبال ونتزیا، و باشگاه فوتبال آ.ث. میلان اشاره کرد.